# Croix de Caux-et-Sauzens
La croix de Caux-et-Sauzens est une croix située à Caux-et-Sauzens, en France.

## Localisation
La croix est située sur la commune de Caux-et-Sauzens, dans le département français de l'Aude.

## Historique
L'édifice est inscrit au titre des monuments historiques en 1948.